# Steam (film)
Steam is een Amerikaanse dramafilm uit 2007, geschreven en geregisseerd door Kyle Schickner. De hoofdrollen worden vertolkt door Ruby Dee, Ally Sheedy en Kate Siegel.

## Verhaal
Een studente, een alleenstaande moeder van middelbare leeftijd en een oudere weduwe ontmoeten elkaar in een sauna. Elizabeth is een eerstejaarsstudent en begint haar seksuele identiteit te begrijpen in de schaduw van haar streng katholieke ouders. Laurie begint net een relatie met de jonge coach van haar zoon, terwijl haar ex-man hun zoon tegen haar probeert te gebruiken. Een oudere weduwe, Doris, heeft na jaren van eenzaamheid een nieuwe man leren kennen. De film weeft hun verhalen samen en onderzoekt de overeenkomsten die drie zeer verschillende vrouwen met elkaar verbinden.

## Rolverdeling
| Acteur          | Personage |
| --------------- | --------- |
| Ruby Dee        | Doris     |
| Ally Sheedy     | Laurie    |
| Kate Siegel     | Elizabeth |
| Chelsea Handler | Jacky     |
| Reshma Shetty   | Niala     |
| Lane Davies     | Frank     |

## Ontvangst
Op Rotten Tomatoes heeft Steam een waarde van 13% en een gemiddelde score van 4,50/10, gebaseerd op 8 recensies.